# شهرک سیدعنایت
شهرک سیدعنایت، روستایی از توابع بخش چغامیش شهرستان دزفول در استان خوزستان ایران است.

## جمعیت
این روستا در دهستان چغامیش قرار دارد و براساس سرشماری مرکز آمار ایران در سال ۱۳۸۵، جمعیت آن ۶۲۶ نفر (۱۲۲خانوار) بوده‌است.